# OmniGraffle
OmniGraffle (オムニグラフ) は、OmniWeb などを開発・販売する The Omni Groupによる macOS及びiOS用のダイアグラム作成ソフトウェアである。その源流は、The Omni Groupと提携していた米ライトハウスデザイン社  (en:Lighthouse Design) により開発されたNEXTSTEP用アプリケーション「Diagram!」に遡る（そのため、同じソフトウェアを祖先として持つMicrosoft Visioもほぼ同様の機能を持つ）。
macOS用ソフトとして最初期から、プラットフォームにマッチしたルック・アンド・フィールのグラフィカルユーザインタフェース (GUI) による優れた操作性を実現している。また「ステンシル」と呼ばれる図形部品のライブラリをユーザーが自由に作り、公開することができる。macOSのフレームワークを使って多言語対応しており、日本国内ではアクトツー社が日本語版のパッケージおよびダウンロード版を販売している。また Omni Group社のオンラインショップからダウンロード販売されているものも日本語対応している。
ダイアグラム作成ソフトウェアとしての機能の他に、グラフの描画に適した機能を持っており、Graphvizを使った自動レイアウト機能、DOT言語の読み込み機能などを備えている。